# Ganoderma jianfenglingense
Ganoderma jianfenglingense är en svampart som beskrevs av X.L. Wu 1996. Ganoderma jianfenglingense ingår i släktet Ganoderma och familjen Ganodermataceae.   Inga underarter finns listade i Catalogue of Life.